# إساءة للأطفال

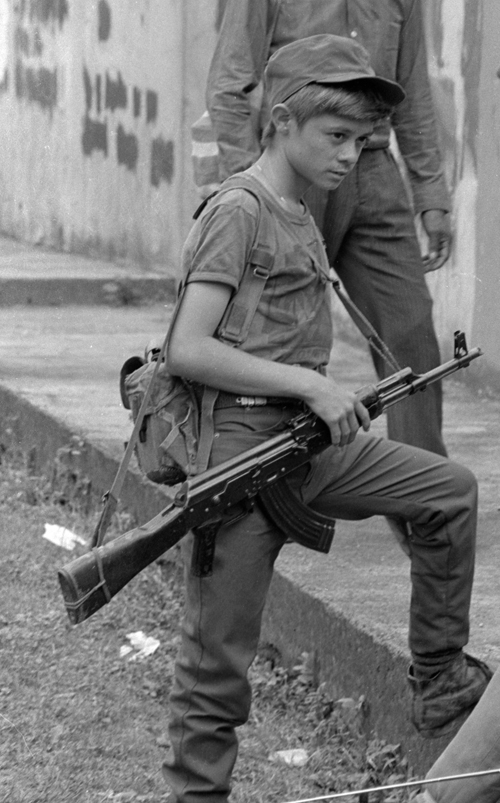
جندي طفل في السلفادور 1990

الإساءة للأطفال أو انتهاك الطفل أو انتهاك الأطفال أو سوء معاملة الأطفال أو إيذاء الأطفال أو الاعتداء على الأطفال هو أي اعتداء جسدي، أو جنسي، أو سوء معاملة، أو إهمال يتعرض له الطفل.
مركز مكافحة الأمراض واتقائها في الولايات المتحدة عرف سوء معاملة الطفل بأنها فعل أو مجموعة أفعال مورست من طرف أحد الوالدين أو من يقوم برعاية الطفل والتي تسببت في إيذاء حسي، أو معنوي للطفل، أو تهديد بإيذائه. الاعتداء على الطفل يكمن أن يمارس في البيت، أو في المنظمات، أو المدارس، أو في أي من المجتمعات التي يتفاعل فيها الطفل. هناك أربع فئات رئيسية للاعتداء على الأطفال: الإهمال، الاعتداء الجسدي، الاعتداء النفسي أو المعنوي، الاعتداء الجنسي.
عدة ولايات قضائية طورت عقوبات مختلفة للاعتداء على الأطفال كإبعاد الطفل عن عائلته أو القيام برفع دعوى جنائية. مجلة الاعتداء على الأطفال وإهمالهم تُعرف الاعتداء على الأطفال بأنه أي عمل أو فشل في التعامل مع الطفل والتي تؤدي إلى موته، أوقد تؤدي إلى أذى جسدي أو معنوي، أو اعتداء جنسي أو استغلال، أو فعل أو عدم منع أي فعل يؤد إلى خطر وشيك بإلحاق ضرر جسيم بالطفل.

## أين يمارس العنف
- في المنزل والأسرة.
- في المدارس والبيئات التعليمية.
- في مراكز الرعاية والمؤسسات الإصلاحية.
- في مكان العمل.
- في المجتمع.[9]

## الأنواع

### الإهمال
يحدث إهمال الطفل عندما لا يوفر الشخص البالغ المسؤول عن رعاية الطفل الاحتياجات المختلفة اللازمة للطفل سواء كانت احتياجات المالية (عدم تقديم الطعام الكافي، والملابس، أو عدم الاهتمام بالنظافة والصحة العامة)، أو احتياجات عاطفية (عدم توفير الرعاية وعدم إظهار المودة)، أو احتياجات تربوية (عدم توفير التعليم الكافي والمناسب)، أو احتياجات طببيه (عدم مداواته أو أخذه للطبيب). وهناك أثار كثيرة للإهمال اللي يتعرض لها الطفل منها على سبيل المثال: عدم قدرة الطفل في التفاعل مع من حوله من الأطفال.الجدير بالذكر أن الاستمرارية في رفض إعطاء الطفل حاجاته الأساسية يعد إهمال مزمن.

### الاعتداء الجسدي
هو الاعتداء الجسدي الموجهة للطفل من قبل شخص بالغ. يمكن أن ينطوي الاعتداء الجسدي على اللكم والضرب والركل، والدفع والصفع والحرق، وإحداث الكدمات، وسحب الأذن أو الشعر، والطعن، والخنق، أو ربط وهز الطفل الذي قد يسبب متلازمة هز الرضيع، والتي يمكن أن تؤدي إلى الضغط المخي، وتورم في الدماغ، وإصابات المحوري المنتشر، ونقص الأوكسجين، الأمر الذي يؤدي إلى بعض المشاكل مثل الفشل في النمو الجيد والقيء والخمول، والنوبات، وانتفاخ أو توتر فجوة رأس الجنين، وتغيير في التنفس، واتساع حدقة العين.
و في بعض التشريعات، يعتبر نقل السموم إلى الطفل عن طريق أمه (مثل الذين يعانون من متلازمة الكحول الجنيني) من أنواع الاعتداء الجسدي. بالإضافة إلى أن معظم الدول التي فيها قوانين مكافحة الإيذاء الجسدي تعتبر إلحاق إصابات جسدية أو تعريض الطفل لخطر الإصابة أو الوفاة أعمال غير مشروعة. في الواقع هناك اختلاف كبير في كيفية التمييز بين تأديب الطفل وبين الاعتداء الجسدي عليه حيث أن العادات الثقافية تختلف اختلافاً كبيراً وبالتالي لا يمكن في حالات كثيرة التمييز بين التأديب والاعتداء الجسدي بشكل واضح ومحدد. وبالتالي حتى في أوساط المهنيين، فضلا عن الجمهور الواسع، ليس هناك اتفاق على تحديد واضح لسلوك الإيذاء الجسدي.لذلك هناك بعض من المهتمين بالخدمات الإنسانية يرون بأن العادات الثقافية التي تسمح بالعقوبة الجسدية هي أحد أسباب وجود الاعتداء الجسدي على الأطفال مما أدى بهم للقيام بحملات توعوية لإعادة توضيح هذه العادات الثقافية الخاطئة.
يحدد العنف الجسدي بأنه «نمط سلوكي يتمثل بإحداث المسيء لإصابات غير عرضية بالطفل، والتي قد تكون بقصد فرط التأديب، أو العقاب الجسدي، أو انفجار المسيء لتصريف ثورة غضب، أو إحداث متلازمة الطفل المعذب».
ولعل العنف الجسدي هو الظاهرة الأكثر وضوحاً في مجتمعنا الشرقي، حيث يأخذ الشكل التأديبي في معظم الأحيان، الأمر الذي أصبح عرفاً اجتماعياً، لدرجة أصبح من الطبيعي رؤية آباء يضربون أبنائهم في الأماكن العامة.
الأمر يتعلق بمفهوم التملك لدى رب الأسرة، فالطفل ملك لأبيه، بمعنى أنه حر التصرف به، وكيفما يشاء ليحسن تربيته، وهذا الأمر هو ما يساعد في تفشي ظاهرة ضرب الأطفال من قبل ذويهم.
عواقب الإساءة الجسدية تؤدي إلى حدوث عواقب عصبية مثل الإعاقات الدائمة نتيجة إصابات الرأس، والإساءة الجسدية تزيد احتمال معانات الأطفال من محاولات الانتحار والإصابات المفتعلة وتعذيب النفس، وحدوث كسور وخلوع وتشوهات.

### آلية الرصد والإبلاغ عن الانتهاكات الجسيمة ضد الأطفال في حالات النزاع المسلح
وقد اهتم مجلس الأمن التابع للأمم المتحدة بالقضايا المتعلقة بالأطفال المتضررين من النزاعات المسلحة منذ عام 1999، وأصدر منذ ذلك الحين 7 قرارات بهذا الشأن. وفي عام 2005، طالب مجلس الأمن في القرار رقم 1612 الأمانة العامة للأمم المتحدة بإنشاء آلية للرصد والإبلاغ، تديرها قوات وطنية في الأساس بقيادة اليونيسف والممثل الأعلى للأمم المتحدة في البلاد، لتوفير المعلومات الموثوقة في الوقت المناسب عن الانتهاكات الستة الجسيمة لحقوق أطفال:
1. قتل الأطفال أو تشويههم.
2. تجنيد الأطفال أو استخدامهم من قبل القوات المسلحة أو الجماعات المسلحة.[13]
3. الهجوم على المدارس أو المستشفيات.
4. الاغتصاب أو أي شكل من أشكال العنف الجنسي الأخرى ضد الأطفال.[13]
5. اختطاف الأطفال.
6. منع وصول المساعدات الإنسانية إلى الأطفال.[13]

ويطلب مجلس الأمن من الأمين العام للأمم المتحدة بأن يدرج في تقاريره السنوية عن الأطفال والصراع المسلح أسماء القوات المسلحة أو الجماعات المسلحة التي تجند أو تستخدم الأطفال، وتقتل أو تشوه الأطفال، وتغتصب أو ترتكب العنف الجنسي ضد الأطفال، وحث الأطراف المشاركة في النزاعات المسلحة على وضع وتنفيذ خطط عمل محددة الإطار الزمني لوقف هذه الانتهاكات الخطيرة ضد الأطفال (قرارات مجلس الأمن رقم 1612 (لعام 2005) ورقم 1882 (لعام 2009)).

### الاعتداء الجنسي
الاعتداء الجنسي على الأطفال (CSA) هو شكل من أشكال العنف ضد الأطفال والتي يعتدي فيها الكبار أو المراهقين الأكبر سنا على الطفل من اجل الاستثارة الجنسية. تشمل أشكال (CSA) الاعتداء الجنسي على الأطفال سؤال الطفل أو الضغط عليه للانخراط في أنشطة جنسية (بغض النظر عن النتيجة)، والتعرض غير اللائق للأعضاء التناسلية للطفل، وعرض الصور الإباحية للطفل، والاتصال الجنسي الفعلي مع الطفل، والاتصال الجسدي بالأعضاء التناسلية للطفل، ومشاهدة الأعضاء التناسلية للطفل دون اتصال جسدي، أو استخدام الطفل في إنتاج المواد الإباحية. أما بيع الخدمات الجنسية للأطفال يمكن أن تعتبر كالاعتداء على الأطفال بفوائد مقدمة للطفل بدلا من اعتباره سجن بسيط.
آثار الاعتداء الجنسي على الأطفال تشمل الشعور بالذنب ولوم النفس، واجترار الذكريات، والكوابيس، والأرق، والخوف من الأمور المرتبطة بالاعتداء (بما في ذلك الأشياء، الأماكن، والروائح، وزيارات الطبيب، الخ)، وقضايا احترام الذات، والضعف الجنسي، والألم المزمن، والإدمان، إيذاء النفس، التفكير بالانتحار، والشكاوى الجسدية، والاكتئاب، اضطراب ما بعد الصدمة، والقلق، الأمراض العقلية الأخرى بما في ذلك اضطراب الشخصية الغير ثابت، واضطراب الهوية الانشقاقي، الميل إلى إعادة الإيذاء للضحية في مرحلة البلوغ، الشره المرضي العصبي، الإصابة الجسدية للطفل)، وغيرها من المشاكل الأخرى. تعرض حوالي 15% إلى 25 % من النساء و5 % إلى 15 % من الرجال للاعتداء الجنسي عندما كانوا أطفالا. معظم مجرمين الاعتداء الجنسي يعرفون ضحاياهم؛ ما يقرب من 30 % يكونون من أقارب الطفل، وجلهم من الإخوة، الآباء، الأمهات، الأعمام أو أبناء العمومة وحوالي 60 % من معارفهم الآخرين مثل أصدقاء الأسرة، والمربيات، أو الجيران؛ أما الغرباء فهم الجناة في حوالي 10 % من حالات الاعتداء الجنسي على الأطفال.

## العنف الجنسي ضد الأطفال
يشكل العنف الجنسي ضد الأطفال انتهاكاً جسيماً لحقوق الطفل. ومع ذلك فهو يمثل أيضاً واقعاً عالمياً في كافة البلدان وبين جميع الفئات الاجتماعية. وهو يأخذ شكل الاعتداء الجنسي أو الاغتصاب أو التحرش الجنسي أو الاستغلال في الدعارة أو المواد الإباحية. وفي عام 2002، أشارت تقديرات منظمة الصحة العالمية إلى أن 150 مليون فتاة و73 مليون صبي دون سن 18 سنة قد أجبروا على ممارسة الجنس القسري أو غيره من أشكال العنف الجنسي التي تنطوي على اتصال جسدي (دراسة الأمم المتحدة بشأن العنف ضد الأطفال). ومن المرجح أن هناك ملايين آخرين يتم استغلالهم في الدعارة أو المواد الإباحية كل عام، وفي أغلب الأحيان يتم إغراؤهم أو إجبارهم من خلال الوعود الكاذبة والجهل بالمخاطر. ورغم ذلك فإن الحجم الحقيقي للعنف الجنسي ما زال مخفياً، بسبب طبيعته الحساسة وغير المشروعة.
كما أن معظم الأطفال والأسر لا يبلغون عن حالات الإيذاء والاستغلال بسبب وصمة العار والخوف وانعدام الثقة في السلطات. وكذلك يسهم عدم التسامح الاجتماعي وانعدام الوعي في ضعف الإبلاغ.
وتشير الأدلة إلى أن العنف الجنسي يمكن أن تكون له عواقب خطيرة قصيرة الأجل وطويلة الأجل وتأثيرات بدنية ونفسية واجتماعية، ليس فقط بالنسبة للبنات أو الأولاد، ولكن أيضاً لأسرهم ومجتمعاتهم المحلية. وهذا يشمل تزايد مخاطر الأمراض، والحمل غير المرغوب فيه والضغوط النفسية ووصمة العار والتمييز ومواجهة صعوبات في دراسية. وتكون النتائج الناجمة عن النقص العاطفي عند الأطفال سريرياً «بالتبول اللاإرادي عند الطفل، ونوبات غضب شديدة، إضافة لبعض السلوكيات الشاذة» وأن الحرمان العاطفي، والعنف النفسي عند الطفل يولدان «انخفاض احترام الذات، ويتسببان بمشاكل تعليمية، وحذر مفرط من الكبار».
وطبقاً لدراسة أجرتها منظمة الصحة العالمية مؤخراً فإن آثار الاستغلال الجنسي للطفل والتي تمتد طيلة العمر تتسبب في نحو ستة في المائة من حالات الاكتئاب، وستة في المائة من حالات إساءة استعمال الكحول و/ أو العقاقير أو إدمانهما، وثمانية في المائة من محاولات الانتحار، و10٪ من اضطرابات الهلع و27٪ من اضطرابات الإجهاد التالي للصدمات. ويمكن لعوامل الاختطار والسلوكيات هذه أن تؤدي إلى بعض الأسباب الأساسية للوفاة والمرض والعجز.

### الاعتداء العاطفي والنفسي
من بين جميع أنواع العنف يعتبر العنف العاطفي هو الأصعب تعريفاَ. قد يتضمن الشتم والسخرية والإهانة والهدم للانتماءات الشخصية والتعذيب أو القتل لحيوان أليف يخص الطفل أو الإفراط في الانتقاد والمطالب المفرطة والغير ملائمة والمنع عن الاتصال مع الآخرين أو الإذلال أوالنبذ الدائم.
رد فعل ضحايا العنف العاطفي قد يكون بالنأي بأنفسهم عن المسيء إما بتحمل الكلمات المسيئة أو مقاومة المسيء بالتطاول عليه. العنف العاطفي قد يؤدي إلى تعطيل التطور السليم للعلاقات والميل لدى الضحايا لإلقاء اللوم على أنفسهم (اللوم الذاتي) على سوء المعاملة واكتساب العجز والسلوك السلبي المفرط.
إن معظم الأطفال الذين يتعرضون لأعمال العنف، سبب لهم ذلك الأمر عقداً نفسية، مما خلق لديهم ردات فعل عكسية، مولداً في أنفسهم حب الجريمة وارتكابها عندما يكبروا، والبعض منهم يقدم على ارتكاب الجرائم برغم صغر سنه، ونجد أن بعض المجرمين من تجاوز عمر الطفولة قد أقدم على ارتكاب جرائم مختلفة بدوافع غالباً ما تكون دفينة نتيجة لما تعرضوا له من أعمال عنف وشدة في طفولتهم، وغالباً ما يكون الهدف أو الغاية من جرائمهم إنما هو التخلص والانتقام لذواتهم .
ويظهر العنف النفسي ضد الأطفال جلياً في اختلال نمو شخصية الطفل، وسلوكه اليومي ، حيث تؤدي الإساءة العاطفية إلى سلوكيات انعزالية سلبية أو عدائية .

## الانتشار
يمثل الإهمال نسبة 54% من الحالات المؤكدة من العنف ضد الأطفال، و22% من العنف الجسدي و8%العنف الجنسي و4% من سوء المعاملة العاطفية و12% أشكال أخرى من سوء المعاملة وذلك وفقا للجنة الوطنية الأميركية لمنع إساءة معاملة الطفل في عام 1997. وذكر تقرير لصندوق الأمم المتحدة للطفولة عن رفاهية الطفل أن الولايات المتحدة والمملكة المتحدة تحتل المرتبة الأدنى بين الدول الصناعية فيما يتعلق بالاهتمام بحالة ورفاهية الطفل، كما وجدت أن إهمال الطفل وسوء معاملته كانت أكثر شيوعا في الأسر ذات العائل الواحد منها في الأسر التي يكون فيها العائل كلا الوالدان. عُرف الإهمال في الولايات المتحدة الأميركية على أنه الفشل في تلبية الاحتياجات الأساسية للأطفال من مسكن وغذاء ولباس وتوفير الرعاية الطبية. وأوجد الباحثون أكثر من 91000 حالة من حالات الإهمال في سنة واحدة (من أكتوبر 2005 إلى 30 سبتمبر 2006) وذلك باستخدام معلومات من قاعدة بيانات التحقق من الحالات من قبل وكالات خدمات الحماية. وقد يأخذ الإهمال أيضاً شكل التقصير المادي الذي يتمثل في عدم تزويد الطفل بحاجيات كافية له للاستمرار.
وأصدرت وزارة الصحة والخدمات الإنسانية بالولايات المتحدة تقريرا يفيد أن الأمهات الآتي يعولنّ أسرهن لوحدهن إما لكونهن مطلقات أو أرامل أو غير ذلك هن على الأرجح من الجناة لعنف الأطفال.

## البيانات والتقييمات
وتحفظ اليونيسف قواعد بيانات عالمية لعدد من مؤشرات حماية الطفل، فضلاً عن بعض قواعد البيانات الإقليمية مثل قاعدة بيانات الأطفال في وسط وشرق أوروبا ورابطة الدول المستقلة "TransMONEE". وتشمل المصادر الرئيسية للبيانات عمليات مسح للأسر لتمثيل المستوى الوطني، مثل المسوح العنقودية متعددة المؤشرات (MICS) والمسوح الديموغرافية والصحية (DHS)، ومسوح الصحة الإنجابية (RHS) ومسوح مؤشرات الإيدز (AIS)، وكذلك نظم التسجيل الحيوية. وفي حين أن مسوح الأسر الواسعة النطاق تعد مصادر هامة للبيانات المتعلقة بحماية الطفل، فهي ليست مناسبة لرصد مدى انتشار وحدوث بعض القضايا الحساسة أو غير المشروعة، مثل الاستغلال الجنسي. إضافة إلى ذلك، فإن مصادر البيانات هذه لا توفر معلومات عن الأطفال الذين يعيشون خارج النطاق الأسري مثل أطفال الشوارع والأطفال الذين يعيشون في مؤسسات. والمعلومات التي يتم الحصول عليها من خلال وسائل أخرى، مثل السجلات الإدارية والدراسات النوعية والمسوح المتخصصة ضرورية لتوفير المعلومات ذات الصلة للمساعدة على وضع الأرقام في سياقها. ويتم نشر البيانات الخاصة بحماية الطفل التي قامت اليونيسف بجمعها وتصنيفها وتحليلها بطرق متنوعة بما في ذلك من خلال إصدارات تقارير مثل وضع الأطفال في العالم والتقدم من أجل الأطفال، وكذلك من خلال موقع www.childinfo.org، حيث يمكن للمستخدمين الوصول إلى قاعدة البيانات الإحصائية الرئيسية لليونيسف الخاصة بحماية الطفل والتي بها معلومات مفصلة خاصة عن كل بلد. وكما أبرزت تقارير عديدة بما في ذلك التقييم الشامل لدراسات حماية الأطفال والذي أجرته اليونيسف في عام 2008، فمن الممكن تعزيز الرصد والتقييم والبحوث في مجال حماية الطفل بشكل أكبر. ويهدف الفريق المرجعي لرصد وتقييم حماية الطفل (CP MERG) – والذي أطلق في عام 2010 تحت الرئاسة المشتركة لليونيسف ومنظمة إنقاذ الطفولة – إلى تحسين جودة الرصد والتقييم والبحوث وجمع البيانات، من خلال وضع معايير ومبادئ توجيهية أخلاقية وأدوات ومنهجيات مرتبطة بالحقائق الميدانية.
أصدرت منظمة الأمم المتحدة للطفولة تقريرا في 6 سبتمبر/أيلول عن المشردين والأزمة المتفاقمة للاجئين والمهاجرين الأطفال. وأظهر التقريرأن حوالي 28 مليون طفل شردوا من ديارهم بسبب العنف داخل وعبر الحدود، بالإضافة الي 10 ملايين طفل لاجئ، و10 ملايين آخرين من الأطفال طالبي اللجوء لم يتم تحديد مصيرهم بعد. وفي عام 2015 قدم ما يزيد عن 100 ألف من القصر طلبات اللجوء أكثر بتلاثة اضعاف من العدد في 2014. الفقر المدقع وعنف العصابات كان سببا في هجرة 20مليون طفل من ديارهم قسرا .وأوصى التقرير بتوفيرأفضل وسائل لحماية ومساعدة الأطفال النازحين والمهاجرين واعطائهم الوضع القانوني.

## الوفيات
حالات الوفاة الناتجة عن العنف ضد الأطفال: عندما تكون وفاة الطفل ناتجة عن سوء معاملته أو إهماله، أو عندما تكون سوء المعاملة أو الإهمال من العوامل التي تساهم في وفاة الطفل. ففي الولايات المتحدة توفى 1730 في عام 2008 بأسباب تتعلق بالعنف، بمعدل 233 لكل 100000 طفل أمريكي. فحالات الوفاة الناتجة عن العنف ضد الأطفال معروف انه لا يمكن حصرها بشكل دقيق، حيث يقدر إن 60 إلى 85% من حالات الوفاة ترجع إلى سوء المعاملة ولا يتم تسجيلها في شهادات الوفاة. فالأطفال الأصغر سناً هم أكثر عرضة للخطر من حيث قتلهم كأمريكيين من اصل أفريقي (زنوج)، ولذلك فإن نسبه الوفيات بين البنات والأولاد متماثلة. وغالبا ما يكون مرتكبي العنف ضد الأطفال هم مقدمي الرعاية، وتحديدا الأمهات أكثر من أي شخص آخر، بما في ذلك الغرباء والأقارب، ومقدمي الرعاية من غير الأقارب. ومن الأوضاع التي تعرض الأطفال إلى الخطر: التنقل، البطالة عدم وجود أفراد من الأسرة يعيشون في نفس المنزل. وقد تم طرح عدد من السياسات والبرامج لمحاولة منع الوفيات الناتجة عن سوء معامله الأطفال وهذه البرامج والسياسات تشمل: قوانين الحماية وفرق لمتابعة الطفل الذي تم الاعتداء علية، تدريب المحققين، برامج لمنع متلازمة هز الطفل الرضيع، إصدار قوانين خاصة في حق المتسبب في وفاة طفل والتي تقضي بإصدار أقصى العقوبات علية لأنه أزهق روح طفل.

## الأسباب
العنف ضد الأطفال هي ظاهره معقدة ذات أسباب متعددة. فهم أسباب الاعتداء هو أمر حاسم للتصدي لمشكلة العنف ضد الأطفال. إن الآباء والأمهات الذين يسيئون معاملة أزواجهم جسدياً هم على الأرجح أكثر عرضة من غيرهم للاعتداء جسدياً على أطفالهم. ومع ذلك، فإنه من المستحيل معرفة ما إذا كانت الخلافات الزوجية سبباً في الاعتداء على الأطفال، أو إذا كان كل من الخلافات الزوجية وسوء المعاملة ناجمة عن النزعات في المعتدي.
إن الأطفال الناتجين عن حالات الحمل الغير مقصود هم أكثر عرضة للإيذاء أو الإهمال. بالإضافة إلى ذلك الحمل الغير مقصود والأطفال الناتجين عن الارتباط بعلاقة مسيئة وهناك أيضاً خطر زيادة العنف الجسدي أثناء فترة الحمل، بل أنها تؤدي أيضا إلى سوء الصحة النفسية للأمهات وانخفاض نوعية العلاقة بين الأم والطفل.
الإدمان قد يكون عامل أساسي لوقوع الإيذاء على الأطفال ففي أحد الدراسات الأمريكية وُجد أن غالبية أولياء الأمور الذين يسيئون لأطفالهم هم أولئك الذين ثبت تعاطيهم للمخدرات غالباً الكحول والكوكايين والهروين، وهم من يرفض غالباً الخدمات التي تفرضها المحكمة والأدوية. وكشفت دراسة أخرى أنه أكثر من ثُلثي حالات إساءة معاملة الأطفال قد شارك فيها الوالدين ممكن لديهم مشاكل إدمان، وفي نفس هذه الدراسة تحديداً وُجد أن هناك علاقة بين شرب الكحول والإيذاء الجسدي ز بين تعاطي الكوكايين والإيذاء الجنسي.
ترتبط البطالة والمشاكل المالية بمعدلات إيذاء الأطفال المرتفعة في عام 2009 نشرت شبكة أخبار سي بي سي في تقرير أن معدل إيذاء الأطفال في الولايات المتحدة الأمريكية قد ارتفع أثناء الركود الاقتصادي وقد ذكر التقرير مثال لأب لم يكن العائل الرئيسي للأطفال وحين أعالها بدأت تظهرعلى أطفاله آثار الجروح.
و أثبتت الدراسات أن الوالدين غير البيولوجيين (مثل زوجة الأب وزوج الأم) معدل قتلهم لطفل واحد 100 مرة أكثر من الوالدين البيولوجيين. تم شرح ذلك في علم النفس الحديث وأعدّ الاستعانة بوالدين غير بيولوجيين لرعاية الأطفال طريقة خاطئة لزيادة نجاح النسل وعندما نتأمل نسبة تعرض أطفال الزوج من زوجة سابقة أو أطفال الزوجة من زوج سابقة للإيذاء أعلى من غيرهم وهذا ما يطلق عليه أحياناً بتأثير السندريلا.

## الآثار
إن هناك ارتباط كبير بين تعرض الطفل للعنف بجميع أشكاله وبين ارتفاع معدلات العديد من الأمراض المزمنة لدى الأطفال، وأقوى دليل على ذلك يأتي من سلسلة دراسات التجارب السلبية للأطفال والتي تُبين وجود علاقة بين تعرض الطفل للعنف أو الإهمال وبين ارتفاع معدلات الأمراض المزمنة والسلوكيات الخطرة وقصر العمر في مرحلة البلوغ. وقد ذكرت إحدى المطبوعات التي صدرت مؤخراً وهي (التكاليف الخفية في مجال الرعاية الصحية: الآثار الاقتصادية للعنف والاعتداء) أن تعرض الطفل للعنف يمثل مشكلة خطيرة ومكلفة مادياً في مجال الصحة العامة ينبغي معالجتها من قبل نظام الرعاية الصحية. ويُشكل العنف ضد الطفل مصدراً كبيراً للضغوط تنطوي عليه عواقب تؤثر على الصحة العقلية للطفل حين يصبح بالغ، ولكن معظم الدراسات ركزت على العواقب السلبية للعنف والتي تظهر في مرحلتي المراهقة والشباب. وقد تم تحديد أن الاعتداء الجنسي على الأطفال هو أحد العوامل الخطرة لتطور مشكلة تعاطي الممنوعات في مرحلتي المراهقة والبلوغ. إن من شأن تعرض الطفل للعنف في مراحل مبكرة أن يسبب له اضطرابات نفسية كالقلق والاكتئاب. على سبيل المثال، تزداد فرصة الإصابة بالاكتئاب لدى البالغين الذين تعرضوا في السابق لاعتداء جنسي أو إيذاء جسدي أو إهمال عن البالغين الذين لم يسبق لهم التعرض لمثل هذه المشاكل. من الممكن أن يؤدي العنف ضد الأطفال إلى مشاكل في النمو العصبي للطفل، فقد أظهرت الأبحاث أن الأطفال المعنفين تظهر لديهم مشاكل مثل الصعوبات في تطوير اللغة واعتلال المزاج وفقدان السيطرة على السلوك وكذلك الاضطرابات الاجتماعية والعاطفية. وتزداد هذه المشاكل خطورة حين يقترن العنف مع تعرض الطفل للصدمات أو للكحول حين كان جنيناً.

### الآثار النفسية
الأطفال الذين لديهم تاريخ من الإهمال أو الإساءة الجسدية معرضون للخطر من المشاكل النفسية الإنمائية، أو نمط التعلق غير المنظم. ويرتبط نمط التعلق غير المنظم مع عدد من المشاكل الإنمائية، بما في ذلك الأعراض الفصامية، وكذلك القلق، والاكتئاب، والتصرف بدافع الأعراض. وقد وجدت دراسة أجرتها Cicchetti دانتي أن 80 ٪ من الرضع الذين يتعرضون للإساءة وسوء المعاملة من يعانون أعراض التعلق غير المنظم. خصوصا إذا كانوا يعانون من اضطراب ما بعد الصدمة (PTSD)، والأعراض الفصامية، ومشاكل أخرى من الاعتداء على الأطفال، فإنهم قد يواجهون صعوبة عند مواجهة أطفالهم الرضع واحتياجات الأطفال الصغار عندما يصبحون أولاء أمور، والتي قد تؤدي بدورها إلى عواقب سلبية على التنمية الاجتماعية والعاطفية لأبنائهم. وعلى الرغم من هذه الصعوبات المحتملة، فإن التدخل النفسي يمكن أن يكون فعالا، على الأقل في بعض الحالات، في تغيير طرق تفكير الآباء السيئة تجاه أطفالهم الصغار.
و ضحايا العنف في مرحلة الطفولة يعانون أيضا من أنواع مختلفة من المشاكل الصحية الجسدية في وقت لاحق من الحياة. فقد قيل أن البعض يعاني من بعض أنواع الآلام المزمنة في الدماغ، وألم البطن، وآلام في الحوض، أو العضلات بدون وجود سبب محدد. وعلى الرغم من أن غالبية ضحايا العنف في مرحلة الطفولة يعرفون أو يعتقدون أن الاعتداء عليهم هو السبب أو يمكن أن يكون السبب لمشاكل صحية مختلفة في سن الرشد من حياتهم، إلا أن الغالبية العظمى لم يكن الاعتداء عليهم مرتبط بشكل مباشر مع هذه المشاكل، مما يشير إلى أنه على الأرجح قد تم تشخيص المشاكل الصحية للذين يعانون بأسباب أخرى، بدلا من العنف في مرحلة طفولتهم.
تختلف آثار العنف على الأطفال اعتماداً على نوع العنف. حيث وجدت دراسة لعام 2006 أن العنف العاطفي والجنسي في مرحلة الطفولة مرتبط بشدة بأعراض الاكتئاب عند البالغين، بينما التعرض للعنف اللفظي وشهود العنف المنزلي كان له علاقة قوية معتدلة، أما العنف البدني فله علاقة معتدلة. أما الاكتئاب فينتج من مواجهة أكثر من نوعين من العنف والتي تسبب أعراض أقوى وبشكل تعاضدي. وكان الاعتداء الجنسي مؤذٍ ولاسيما في شكله الذي يحدث داخل الأسرة، من حيث أعراض القلق والاكتئاب، والتفكك، والتهيج الخوفي. فالعنف اللفظي في مرحلة الطفولة كان له ارتباط قوي مع الغضب العدواني أكثر من أي نوع آخر من أنواع العنف التي تمت دراستها، وكان في المرتبة الثانية بعد العنف العاطفي في علاقته بالأعراض الفصامية. وبشكل عام ففي الحالة 23 من 27 مرض والمدرجة في استبيان استقصائي قامت بها INSEE الفرنسية (المعهد الوطني للإحصاء والدراسات الاقتصادية)، تم العثور على بعض الارتباطات ذات الدلالة الإحصائية بين تكرر المرض والصدمات العائلية التي واجهت الطفل قبل سن 18 عام. ووفقا لجورج ميناهيم عالم الاجتماع الفرنسي الذي اكتشف هذه الارتباطات من خلال دراسة التفاوت الصحي، فإن هذه العلاقات تظهر أن التفاوت في المرض والمعاناة ليست اجتماعية فقط. التفاوت في الصحة له أصوله أيضا في الأسرة، حيث أنه يرتبط بدرجة المشاكل العاطفية الدائمة (قلة المودة، أو خلافات الوالدين، أو غياب أحد الوالدين لفترة طويلة، أو مرض خطير يؤثر إما الأم أو الأب والتي ذكرها الأفراد بعد أن واجهوها في مرحلة الطفولة.

### الآثار الجسدية
أظهرت دراسة حديثة بتاريخ 24 أبريل 2012 ان تعرض الأطفال للعنف في الصغر قد يؤدى إلى ظهور اعراض الشيخوخة عليهم في سن مبكر من العمر.

## الإصابات
ضعف النمو العقلي ويظهر في بعض حالات الإهمال والعنف ضد الأطفال، التي تسبب فشل في تشكل ونمو مراحل مهمة في الدماغ بشكل صحيح.
هذه التبدلات في نضوج الدماغ لها تأثيرات طويلة المدى في الإدراك واللغة والقدرات الأكاديمية.
وفيه دراسة أجرتها NSCAW وجدت إن أكثر من ثلاثة أرباع الأطفال الرضع الذين تتراوح أعمارهم ما بين السنة إلى السنتين معرضين إلى خطورة متوسطه إلى عالية لحدوث مشاكل في النمو العقلي مقابل اقل من نصف الأطفال في العينة المراقبة.
ضعف الصحة الجسدية، كما أظهرت عدة دراسات أن هناك علاقة بين أشكال العنف الأسري الذي يتضمن (العنف ضد الأطفال) والإهمال الصحي.فنجد أن المراهقين الذين تعرضوا للعنف أو الإهمال خلال مرحلة الطفولة هم الأكثر عرضة للمعاناة من الأمراض الجسدية كالحساسية والتهاب المفاصل والربو والتهاب القصبات الهوائية وارتفاع ضغط الدم والقرحة.
ومن جهة أخرى، هناك العديد من الأطفال الذين تربو على العنف ولكنهم استطاعوا وعلى نحو غير متوقع أن يمضوا قدما في الحياة بالنظر إلى العوامل السابقة. هؤلاء الأطفال أُطُلق عليهم مصطلح (أطفال الهندباء) استيحاءاً من طريقة نمو هذه الزهرة بصرف النظر عن التربة والشمس والجفاف والمطر. مثل هؤلاء الأطفال (البالغون حاليا) محط اهتمام شديد لمعرفة عوامل تخفف وتحد من تأثيرات العنف ضد الأطفال.

## أخلاقيات
واحدة من أصعب المعضلات الأخلاقية الناشئة عن الاعتداء على الأطفال تتعلق بحقوق الوالدين من الآباء أو الأوصياء الذين أساءوا معاملة أطفالهم، لا سيما في حقوقهم لاتخاذ القرارات الطبية المتعلقة بأطفالهم. ولقد وجهت الولايات المتحدة الاهتمام في هذا الصدد في عام 2008 بعد المعضلة القانونية والأخلاقية المتعلقة بقضية شخص يدعى أندرو بيندر من ولاية نيو هامبشير الذي قام بضرب ابنته الرضيعة مما أدى إلى إصابتها إصابة شديدة أدى إلى وصولها لمرحلة عدم القدرة على العيش بدون الأجهزة الطبية التي تدعم جهازها التنفسي. وكانت المعضلة هي في حق أندرو لاتخاذ القرار في إبقاء أبنته حية مع أجهزة دعم الحياة أولاً علماً بأن رفضه لإبقائها حية قد يؤدي إلى اتهامه بتهمة القتل وإذا قرر إبقائها فسوف يكون الحكم في قضيته بجريمة دون تهمة القتل مما فيه تعارض مصالح واضحة. وقد قام الناشط في مجال الأخلاقيات البيولوجية يعقوب ابيل وماسون ثاديوس بوب، في مقالات منفصلة، بالتشديد على ضرورة أن مثل هذه الحالات تبرر استبدال المتهم مُتخذ قرار بديل.
الاعتداء على الأطفال يشكل أيضا مخاوف أخلاقية متعلقة بالسرية، والتي تنشاً عندما يصبح الضحايا جسديا أو نفسيا غير قادرين على إبلاغ السلطات عن سوء المعاملة الذي يتعرضون له. ولقد أدى ذلك في العديد من الولايات القضائية والهيئات المهنية إلى استثناءات لمتطلبات معيار السرية والامتيازات القانونية في حالات الاعتداء على الأطفال. فلو نظرنا إلى أصحاب المهن الطبية، بما في ذلك الأطباء والمعالجين، وغيرهم من العاملين في مجال الصحة النفسية والذين يدينون عادة بواجب الحفاظ على السرية للمرضى والعملاء، إما عن طريق القانون و/ أو معايير أخلاقيات المهنة، لا يستطيعون الكشف عن المعلومات الشخصية من دون موافقة الشخص المعني بالموضوع. هذا يتعارض مع الواجب الأخلاقي لحماية الأطفال من الأذى والذي يمكن منعها الوقاية منها، إذا ما تدخلت السلطات في الوقت المناسب. ولذلك، غالبا ما يتم التنازل عن متطلبات السرية عند هؤلاء المهنيين عند اشتباههم بالاعتداء على الأطفال أو الإهمال قد حدث أو من المحتمل أن يحدث وتقديم تقرير بحسن نية إلى السلطات المحلية لحماية الطفل. هذا الاستثناء يسمح للمهنيين لخرق السرية وتقديم تقرير حتى عندما يكون الطفل أو ذويه قد أوصى بخلاف ذلك من حفظ السرية وعدم الإفشاء بأسرار المريض لكائن من كان. ويحق للولاية أيضاً استدعاء الطبيب أو المختص للإدلاء بشهادته في المحكمة على الأدلة حول الاعتداء على الأطفال بغض النظر عن حقوق المريض ومعالجة أو اتفاق عدم الإفصاح بحقوق المرضى الموقعة بين الطفل أو ذوية مع الطبيب أو المختص.

## منظمات
هناك منظمات في الولايات المتحدة الأمريكية على مستوى الولايات والدولة تقوم بتقديم خدمات اجتماعية وطنية لمنع إساءة معاملة الأطفال وإهمالهم. الصندوق الوطني لتامين الطفولة وجمعية منع إساءة معاملة الأطفال الأمريكية. هما منظمتان من المنظمات الكُبرى على مستوى الدولة.
يتم التحقيق والتعامل مع الكثير من حالات الاعتداء على الأطفال من خلال مراكز الدفاع عن الطفل
قبل أكثر من 25 سنة أنشى ما يعرف اليوم بالمركز الوطني للدفاع عن الطفل في مدينة هانتسفيل في ولاية ألاباما اجتمع فُرق متعددة التخصصات بواسطة النائب روبيرت كريمر لتنسيق جهودهم للتحقيق في حالات الاعتداء على الأطفال بسرعة وكفاءة والحصول على أفضل الإثباتات وأخير للحد من صدمة الطفل.
مراكز الدفاع عن الطفل هذه لمعروفة بـ«سي أي سي اس» تملك معايير حددها التحالف الوطني للأطفال.
المنظمات الأخرى تركز على استراتيجيات محددة للوقاية. فمثلا المركز الوطني لمتلازمة هز الطفل، تركز جهودها على قضية محددة وهي الحد من الاعتداء على الأطفال بما يسمى هز الرضيع. وكذلك تكليف التدريب الصحفي هو برنامج يستخدم لمنع استمرار الاعتداء على الأطفال.

## دراسة منظمة الصحة العالمية
طبقاً لدراسة أجرتها منظمة الصحة العالمية مؤخراً فإن آثار الاستغلال الجنسي للطفل والتي تمتد طيلة العمر تتسبب في نحو ستة في المائة من حالات الاكتئاب، وستة في المائة من حالات إساءة استعمال الكحول و/ أو العقاقير أو إدمانهما، وثمانية في المائة من محاولات الانتحار، و10٪ من اضطرابات الهلع و27٪ من اضطرابات الإجهاد التالي للصدمات. ويمكن لعوامل الاختطار والسلوكيات هذه أن تؤدي إلى بعض الأسباب الأساسية للوفاة والمرض والعجز. وقال الدكتور فنسنت فيليتي، رئيس قسم الطب الوقائي في برنامج كايزر للرعاية الطبية الدائمة بالولايات المتحدة الأمريكية وأحد من أسهموا في إعداد هذا الدليل، «إن ما يحدث للناس في مرحلة الطفولة تظل له آثار هامة بعد ثلاثين وأربعين بل خمسين عاماً. وقد يصاب شخص باكتئاب مزمن أو يدمن الكحول، وقد يقدم شخص آخر على الانتحار وشخص آخر على تعاطي المخدرات مما يتسبب في الإصابة بالتهاب مزمن في الكبد. ولكن هذه الصلات تحتجب بمرور الوقت وبالشعور بالعار وبالتكتم والمحرمات الاجتماعية (التابو) التي تحول دون مناقشة تلك الأمور.» «ويعني احتجاب هذه العواقب التي تمتد طيلة العمر أن الحكومات في جميع أنحاء العالم تنفق بالفعل حصة كبيرة من ميزانياتها الصحية على علاج عواقب إساءة المعاملة، وتلك موارد يمكن إنفاقها بفعالية أكبر كثيراً على المنع». وقالت الأستاذة بربارا بونر، رئيسة الجمعية الدولية لمنع إساءة معاملة الأطفال وإهمالهم، «إن لدينا المعلومات الكافية لاتخاذ إجراءات وقائية. ولم يعد التأخر ممكناً. فالأطفال ليس بوسعهم الانتظار. ومن خلال اتباع التوصيات الواردة في هذا الدليل يمكن للبلدان أن تبدأ على الفور في تنفيذ برامج لمنع إساءة معاملة الأطفال، مع القيام في الوقت ذاته بتكوين قاعدة البينات أيضاً».

## جمعية حقوق الإنسان ترصد نمواً لقضايا الأحوال المدنية والعنف ضد الطفل

### كشف الجمعية الوطنية لحقوق الإنسان في السعودية
كشفت الجمعية الوطنية لحقوق الإنسان في السعودية عن تسجيل قضايا الأحوال المدنية والعنف ضد الطفل خلال العام الماضي نمواً مقارنة بالعام الذي سبقه، في مقابل انخفاض في عدد القضايا في الأصناف السبعة الأخرى التي تقوم الجمعية بتلقي الشكاوى عنها، لافتة إلى تلقيها 2838 قضية خلال العام الماضي، مقارنة بـ3303 قضايا خلال العام الذي سبقه، بنسبة تراجع تصل إلى 17 في المئة، وحظيت القضايا الإدارية بالنصيب الأكبر مسجلة 640 قضية، فيما جاءت القضايا «القضائية» في المرتبة الأخيرة بـ55 قضية.
وفي جانب العنف ضد الطفل سجل المكتب الرئيس في منطقة الرياض 88 قضية ما يصل إلى نسبة 50 في المئة من إجمالي القضايا التي وصلت للجمعية من جميع المكاتب، فيما لم يتم تسجيل أية قضية لدى مكتب الجمعية في الجوف، وورد إلى الجمعية بحسب التقرير 312 قضية عنف أسري كان لمكتب الرياض النصيب الأكبر بـ117 قضية.

## التقارير المواضيعية للمفوضية السامية لحقوق الإنسان بشأن حقوق الطفل
أكد مجلس حقوق الإنسان، في قراره 7/29 بشأن حقوق الطفل الذي اعتُمد في آذار/مارس 2008، «التزامه بإدراج حقوق الطفل بفعالية في أعماله وفي أعمال آلياته على نحو منتظم ومنهجي وشفاف، واضعاً في الاعتبار الاحتياجات الخاصة للبنين والبنات». وقرر المجلس أيضاً «أن يخصص في برنامج عمله وقتاً كافياً لعقد اجتماع سنوي واحد على الأقل يستغرق يوماً كاملاً لمناقشة مواضيع محددة مختلفة تتعلق بحقوق الطفل، بما في ذلك تحديد التحديات التي يواجهها إعمال حقوق الطفل، والتدابير وأفضل الممارسات التي يمكن أن تتخذها الدول وسائر أصحاب المصلحة، ولتقييم الإدراج الفعال لمسألة حقوق الطفل في أعماله، اعتباراً من عام 2009».

## قضايا حماية الطفل
في كثير من الحالات، يتعرض الطفل لأنواع مختلفة من العنف والاستغلال والإيذاء، ولكل منها سماته الخاصة. ويمكن أن يؤدي تغيير التشريعات والسياسات والخدمات والعادات الاجتماعية إلى تحسين حماية الأطفال بطرق متعددة.
ولذا تعمل اليونيسف مع شركائها على عدد من القضايا من خلال تعزيز نظم حماية الطفل وتشجيع العادات الاجتماعية الايجابية في جميع السياقات – التنمية وحالات الطوارئ – لمنع ومواجهة العنف والاستغلال والإيذاء الموجه للأطفال.

## الإتجار بالأطفال
طبقاً لبروتوكول منع وقمع ومعاقبة الإتجار بالأشخاص، وبخاصة النساء والأطفال (2000)، فإن الإتجار بالأطفال هو تجنيد أو نقل أو إيواء أو استقبال أطفال بغرض استغلالهم. وهو يعد انتهاكاً لحقوقهم، ورفاههم ويحرمهم من فرص تحقيق إمكاناتهم الكاملة. وفي حين أن البحوث التي أجريت مؤخراً أنتجت معلومات حول طبيعة الإتجار بالأطفال، إلا أن القليل فقط معروف عن حجمه. ويظل المرجع هو تقدير منظمة العمل الدولية لعام 2002 بأن هناك 1.2 مليون طفل يتم الإتجار بهم كل عام (كل طفل مهم، تقدير عالمي جديد بشأن عمالة الأطفال). وللحد من نقاط الضعف التي تجعل الأطفال عرضة للإتجار، تقوم اليونيسف بمساعدة الحكومات في تعزيز القوانين والسياسات والخدمات بما في ذلك مراجعة التشريعات وإصلاحها، ووضع حد أدنى لمعايير العمل، ودعم الحصول على التعليم. وتعمل اليونيسف أيضاً مع المجتمعات المحلية لتغيير القواعد والممارسات التي تؤدي إلى زيادة تعرض الأطفال للإتجار.

## زواج الأطفال
يعرف زواج الأطفال، بأنه زواج رسمي أو اقتران غير رسمي قبل بلوغ سن 18 عاماً، وهو حقيقة واقعة بالنسبة للفتيان والفتيات، على الرغم من أن الفتيات أكثر تضرراً بشكل غير متناسب. وتشير الأدلة إلى أن الفتيات اللائي يتزوجن في سن مبكر يتركن التعليم الرسمي ويصبحن حوامل، في كثير من الأحيان. كما أن الوفيات النفاسية المرتبطة بالحمل والولادة تعتبر عنصراً هاماً لوفيات الفتيات اللائي تتراوح أعمارهن بين 15و19 عاماً في جميع أنحاء العالم، وتتسبب في 70000 حالة وفاة سنوياً (اليونيسف، وضع أطفال العالم، 2009). وإذا كانت الأم دون سن 18 عاماً، فإن خطر وفاة مولودها في السنة الأولى من العمر يبلغ 60 في المائة أكثر من المولود الأول لأم يزيد عمرها عن 19 عاماً (اليونيسف، وضع أطفال العالم، 2009). وحتى لو عاش الطفل، يكون أكثر عرضة للإصابة بنقص الوزن عند الولادة وسوء التغذية وتأخر النمو البدني والإدراكي (اليونيسف، وضع أطفال العالم، 2009). وتتعرض الفتيات اللائي يتزوجن في مرحلة الطفولة لمخاطر العنف والاعتداء والاستغلال (اليونيسف، وضع أطفال العالم، 2009). وأخيراً، فإن زواج الأطفال غالباً ما يؤدي إلى الانفصال عن الأسرة والأصدقاء، وعدم حرية المشاركة في الأنشطة المجتمعية، والتي يمكن أن يكون لها آثار كبيرة على رفاه الفتيات عقلياً وبدنياً. وأينما انتشر زواج الأطفال، فإنه يعد بمثابة عادة اجتماعية. ويعد تزويج البنات دون سن 18 عاماً امراً متجذراً في التمييز بين الجنسين، وهو يشجع على الحمل في سن مبكرة والحمل المستمر وتفضيل تعليم الأولاد على البنات. كما أن زواج الأطفال إستراتيجية للبقاء الاقتصادي، حيث أن الأسر تزوج بناتها في سن مبكرة للحد من الأعباء الاقتصادية عليها. وتعمل اليونيسف مع المجتمعات المحلية لرفع سن الزواج والتصدي للتمييز بين الجنسين من خلال رفع مستوى الوعي والمناقشات الاجتماعية على المستويات المحلية والوطنية، كما تساعد الحكومات على تعزيز التشريعات والسياسات والخدمات الوطنية.
«إن زواج الأطفال يعد انتهاكاً مروعاً لحقوق الإنسان ويسرق الفتيات من تعليمهن وصحتهن وتطلعاتهن على الأمد الطويل»، هكذا يقول باباتوندي أوسوتيميهن، حاصل على درجة الدكتوراه، المدير التنفيذي لصندوق الأمم المتحدة للسكان. «عندما تتزوج الفتاة وهي طفله فإن هذا يحرمها من استكمال إمكاناتها. وحيث أن كثيراً من الآباء والمجتمعات يريدون أيضاً ما هو أفضل لبناتهم، فعلينا أن نعمل معاً على إنهاء زواج الأطفال».
عندما تتزوج الفتيات في سن صغير فإنهن يتعرضن أكثر من غيرهن للعنف من الشريك الحميم وإساءة المعاملة الجنسية مقارنة بمن يتزوجن في سن أكبر.
«إن مضاعفات الحمل والولادة هي السبب الرئيسي للوفاة بين الفتيات في الفئة العمرية 15-19 سنة. والفتيات اللاتي يتزوجن في وقت لاحق ويؤخرن الحمل إلى ما بعد سن المراهقة تتاح لهن فرصة أكبر للتمتع بصحة أوفر، وتحصيل تعليم أعلى، وبناء حياة أفضل لأنفسهن ولأسرهن»، هكذا يقول فلافيا باستريو، حاصل على درجة الدكتوراه، المدير العام المساعد لشؤون صحة الأسرة والمرأة والأطفال في منظمة الصحة العالمية. «ونحن نملك الوسائل للعمل معاً لوقف زواج الأطفال».

## التصدي للعنف
لقد تمّ تحقيق الكثير من المكاسب لمنع أشكال معينة من العنف ضد الأطفال والتصدي لها. فقد صادقت دول عديدة على اتفاقيات دولية لحماية الأطفال وكفالة حقوقهم، واستناداً إلى تلك الاتفاقات، قامت بتعديل القوانين ووضعت خطط عمل وطنية. ولكن قليلة هي الدول التي راجعت أطرها القانونية بصفة كلية لكي تتصدى للعنف ضد الأطفال بمزيد من الفعالية. كما أن تطبيق القوانين لا زال يشكل تحديا. وقد ساعدت أنشطة الدعوة والتوعية والتدريب في زيادة فهم العنف ضد الأطفال. وتم إطلاق مبادرات هامة في مجالات عدة كتلك المتعلقة بالقضاء على أسوأ أشكال عمل الأطفال، ووضع حد لتشويه وبتر الأعضاء التناسلية للأنثى، وتوفير الخدمات لأطفال الشوارع. وتساهم برامج دعم الأولياء وتنمية مهاراتهم الأبوية بصفة فعالة في حماية الأطفال، كما أن الأطفال بدورهم يلعبون دورا أساسيا في منع العنف والتصدي له. ولكن رغم كل هذا، لا بد من عمل المزيد. وتتطلب حماية الأطفال من الإتجار تحديد هوية الضحايا بشكل سريع ووضعهم في بيئة آمنة وإمدادهم بالخدمات الاجتماعية والرعاية الصحية والدعم النفسي والاجتماعي وإعادة إدماجهم في الأسر والمجتمعات، إذا ثبت أن ذلك في مصلحتهم. وتساعد اليونيسف من خلال دعم تدريب المتخصصين العاملين مع الأطفال بما في ذلك الأخصائيين الاجتماعيين والعاملين الصحيين وأفراد الشرطة وموظفي الحدود للتعامل بفاعلية مع الإتجار. وبالإضافة إلى ذلك، تدعم اليونيسف الحكومات في وضع معايير للتعامل مع الإتجار بالأطفال مثل تطوير الموظفين المسؤولين وتدريبهم على تقنيات التحقيق الملائمة للأطفال.

## حماية الأطفال من العنف والاستغلال والإيذاء
جميع الأطفال لهم الحق في الحماية من العنف والاستغلال والإيذاء. إلا أن ملايين الأطفال في جميع أنحاء العالم من كافة الخلفيات الاجتماعية والاقتصادية والفئات العمرية والأديان والثقافات يعانون يومياً من العنف والاستغلال والإيذاء. وهناك ملايين آخرين معرضون للمخاطر. ويتعرض بعض الفتيات والفتيان لأخطار خاصة بسبب نوع الجنس أو العرق أو الأصل الإثني أو الوضع الاجتماعي والاقتصادي. وغالباً ما ترتبط مستويات التعرض للمخاطر العالية بالأطفال ذوي الإعاقة والأيتام ومن جماعات السكان الأصليين والأقليات العرقية وغيرهم من الجماعات المهمشة. وهناك مخاطر أخرى على الأطفال مرتبطة بالعيش والعمل في الشوارع، والعيش في مؤسسات الرعاية والاحتجاز والعيش في مجتمعات بها تركيزات عالية من عدم المساواة والبطالة والفقر. كما أن الكوارث الطبيعية والنزاعات المسلحة والنزوح قد تعرّض الأطفال لمخاطر إضافية. ومن القطاعات المثيرة للقلق أيضاً الأطفال اللاجئون والأطفال النازحون داخلياً والأطفال المهاجرون الغير مصحوبين. وكثيراً ما يمارس العنف والاستغلال والإيذاء من قبل شخص معروف للطفل، بما في ذلك الآباء والأمهات وغيرهم من أفراد الأسرة والمربون والمعلمون وأرباب العمل وسلطات إنفاذ القانون والجهات الفاعلة الحكومية وغير الحكومية والأطفال الآخرون. ونسبة صغيرة فقط من أعمال العنف والاستغلال والإيذاء يتم الإبلاغ عنها والتحقيق فيها، ويتعرض عدد قليل من الجناة للمساءلة.

## حملات حماية الطفل
تجذب حملات اليونيسف المزيد من الانتباه إلى قضايا حماية الطفل على المستوى العالمي.
- حملة الدعوة في مجال الصحة العقلية والدعم النفسي والاجتماعي في حالات الطوارئ.[57]
- حملة من أجل التصديق العالمي على البروتوكولين الاختياريين الملحقين باتفاقية حقوق الطفل.[57]
- التزامات باريس لحماية الأطفال من التجنيد غير القانوني أو الاستغلال من قبل القوات المسلحة أو الجماعات المسلحة (التزامات باريس) ومبادئ باريس والمبادئ التوجيهية بشأن الأطفال المرتبطين بالقوات المسلحة أو الجماعات المسلحة (مبادئ باريس).[57]

## تقارير للأطفال ومواد أخرى
بالإضافة إلى تقرير الأمين العام المقدم إلى الجمعية العامة، وكتاب يحمل عنوان ’التقرير العالمي حول العنف ضد الأطفال‘، تمّ إعداد بعض المواد خصيصاً من أجل الأطفال. وقد لعب الأطفال والشباب دورا هاما في إعداد هذه المواد، بمساعدة منظمة إنقاذ الطفولة. ويتوفر التقرير في طبعة خاصة للأطفال، إلى جانب كتيب تعليمي يهدف إلى تزويد الأطفال الذين تتجاوز أعمارهم 12 سنة بمعلومات عن العنف وباقتراحات حول ما يمكنهم اتخاذه من خطوات لمنع العنف والتصدي له.

## إقرار نظام حماية الطفل
أقر مجلس الوزراء في جلسته الأخيرة الأسبوع الماضي من جملة القرارات التي اتخذها نظام حماية الطفل، والذي تزامن مع الاحتفال العالمي ليوم الطفل بمناسبة مرور 25 عاماً على اعتماد اتفاقية حماية الطفل. الذي يُعنى بحماية الطفل وهم من دون الـ18 من العمر، ويفترض أن يقدم الحماية للأطفال من الإيذاء الجسدي والنفسي والجنسي، ويعطي الأطفال حقهم في التعليم المجاني من المراحل الأولى حتى المرحلة الجامعية.

## الهدف من الدراسة
في كل يوم، وفي كل بلد، هناك أطفال، بنات وصبيان على حد السواء، يشهدون ممارسات عنيفة أو يعانون منها. والعنف ضد الأطفال يتخطى حدود الثقافة، والطبقة، والتعليم، والدخل، والأصل العرقي، ويحدث في بيئات مختلفة كثيرة. بعض أشكال هذا العنف مسموح بها في القوانين الوطنية، وقد تكون راسخةً في الممارسات الثقافية والاقتصادية والاجتماعية، مما قد يترك عواقب مدمرة على صحة الأطفال وسلامتهم. ومن الواضح أن ضمان حق الأطفال في الوقاية والحماية أمر غير قابل للتأجيل. وقد طلبت الجمعية العامة للأمم المتحدة من الأمين العام أن يجري دراسة متعمقة بشأن العنف ضد الأطفال، وأن يضع توصيات للتصدي له. وفي شباط/فبراير 2003، عُيِّن الخبير المستقل البروفيسور باولو سيرجيو بينهيرو ليشرف على هذه الدراسة، بالتعاون مع مكتب المفوض السامي لحقوق الإنسان واليونيسف ومنظمة الصحة العالمية.

## العدالة للأطفال
يواجه الأطفال نظام العدالة كضحايا وشهود، سواء لأنهم في نزاع مع القانون أو كأطراف في عملية العدالة، كما هو الحال في ترتيبات الحضانة.
وفي حين أنه لا ينبغي استخدام الاحتجاز إلا كملاذ أخير ولأقصر فترة من الزمن، فإن الأطفال المشتبه فيهم أو المتهمين بارتكاب جريمة غالباً ما يتم احتجازهم. ويحتجز الأطفال أيضاً لأسباب مختلفة: لأنهم يرافقون أحد الوالدين في الحجز أو لطلب اللجوء إلى بلد آخر، وبسبب التشرد والتسول، والتغيب عن المدرسة؛ ولأسباب مثل إبعادهم عن وضع منزلي مسيء، أو لأسباب مثل الأصل الإثني أو الدين أو الجنسية أو العرق أو الآراء السياسية. وتقدر اليونيسف أن هناك أكثر من مليون طفل في العالم محرومون من حريتهم من قبل مسؤولي إنفاذ القانون (اليونيسف، التقدم من أجل الأطفال، 2009). والكثير من أنظمة العدالة ليس لديها إجراءات تراعي الأطفال بسبب نقص الموارد أو الإرادة السياسية وقد لا تتاح خدمات تنمية الطفولة التي تعزز إعادة تأهيل الأطفال وإدماجهم في المجتمع. وفي الاحتجاز، قد يعاني الأطفال من انتهاك حقوقهم – وقد يتم احتجازهم مع السجناء البالغين – وقد يتعرضون للتعذيب والإيذاء البدني والنفسي. ويمكن للأعراف القانونية والاجتماعية والثقافية، فضلاً عن القيود العملية أن تعقد قضايا العدالة للأطفال.
ولقد تم تصميم العدالة للأطفال لصالح جميع الأطفال المتصلين بنظام العدالة لضمان حصول الأطفال على خدمات وحماية أفضل (SG GN J4C 2008). وتشجع اليونيسف على تعزيز جميع أجزاء نظام حماية الطفل، بما في ذلك آليات العدالة، حتى تعمل لصالح الأطفال. وتشجع اليونيسف استخدام بدائل الاحتجاز، مثل تحويل المسار، فضلاً عن العدالة الإصلاحية التي تركز على إصلاح الأضرار الناجمة أو الكشف عن السلوك الإجرامي. كما تدعم اليونيسف تدريب العاملين في الشرطة والمدعين والقضاة والمحامين والأخصائيين الاجتماعيين والعاملين الصحيين على توفير حماية فعالة للأطفال المتصلين بالنظام القضائي. وتعمل اليونيسف مع آليات العدالة التقليدية أو المتعارف عليها، والتي تشير التقديرات الحالية إلى أنها في كثير من البلدان النامية، تقوم بتناول 80 في المائة من إجمالي عدد القضايا. وتشجع اليونيسف إنشاء محاكم وإجراءات شرطة تراعي الأطفال وتضع حق الطفل في الحماية في المقام الأول وتتوافق مع اتفاقية حقوق الطفل وغيرها من المعايير والمبادئ التوجيهية والقواعد الدولية غير الملزمة.

## كيف يمكن منع العنف الممارس ضد الأطفال؟
هناك نمطان مميزان من العنف الواقع على الأطفال (وهم حسب تعريف الأمم المتحدة أي فرد تتراوح سنه بين سن الميلاد وسن 18 عاماً)، وهما إساءة معاملة الأطفال بين سن الميلاد وسن 14 عاماً من قِبَل والديهم والأشخاص القائمين على رعايتهم، والعنف الذي يحدث في بيئات المجتمع المحلي بين المراهقين الذين تتراوح أعمارهم بين 15 و18 عاماً. ويمكن منع هذين النمطين المختلفين من العنف بالتصدي للأسباب وعوامل الاختطار الأساسية الخاصة بكل نمط تحديداً.
ويمكن منع إساءة معاملة الأطفال من قِبَل والديهم والأشخاص القائمين على رعايتهم عن طريق ما يلي:
- تقليل حالات الحمل غير المرغوب فيه.
- تقليل المستويات الضارة من الكحول والحد من تعاطي العقاقير غير المشروعة أثناء الحمل.
- تقليل المستويات الضارة من الكحول والحد من تعاطي العقاقير غير المشروعة من قِبَل الآباء والأمهات الجدد.
- تحسين الحصول على الخدمات العالية الجودة قبل الولادة وبعدها.
- تقديم خدمات الزيارة المنزلية من الممرضات المهنيات ومن العاملين الاجتماعيين للأسر التي يزيد فيها احتمال تعرض الأطفال لإساءة المعاملة.
- تدريب الوالدين على تربية الأطفال وعلى تأديبهم دون عنف وعلى مهارات حل المشاكل.[62]

ويمكن منع العنف الذي يتعرض له الأطفال في بيئات المجتمع المحلي عن طريق ما يلي:
- برامج التأهيل قبل الالتحاق بالمدارس لإتاحة البداية المتقدمة في التعليم لصغار الأطفال.
- التدريب على المهارات الحياتية.
- مساعدة المراهقين المعرضين لمخاطر شديدة على إكمال تعليمهم المدرسي.
- الحد من توافر الكحول عن طريق سن وإنفاذ القوانين الخاصة بتراخيص الكحول والضرائب والتسعير.
- تقييد الحصول على الأسلحة النارية.[62]